# Piotr Szulkin
Piotr Szulkin (ˈpjɔtr ˈʂulkʲin; Gdańsk 26 d'abril de 1950 – 3 d'agost de 2018) va ser un escriptor i director de cinema polonès. Va dirigir més de trenta pel·lícules, tant poloneses com internacionals. Va rebre el títol de "Millor director de cinema de ciència-ficció" a l'Eurocon el 1984. Durant l'última part de la seva carrera, també va ser professor a l'Escola Nacional de Cinema de Łódź.

## Biografia
Era fill de Paweł Szulkin (1911-1987), un físic polonès d'una família jueva assimilada (els pares del qual eren Idel Szulkin i Małka Frydzon). El seu oncle patern era Michał Szulkin (1908-1992), historiador i publicista.
El 2013, Piotr Szulkin va exigir l'eliminació d'informació sobre l'ascendència jueva de Paweł Szulkin en la seva biografia al Polski Słownik Biograficzny (Diccionari nacional polonès). Després que Piotr Szulkin va demandar Polski Słownik Biograficzny el gener de 2014, el Tribunal Civil de Cracòvia, com a acció protectora, va prohibir la difusió d'un any del volum de Polski Słownik Biograficzny, inclosa la biografia de Paweł Szulkin.

## Filmografia
- 1975 Dziewce z ciortom
- 1977 Oczy uroczne
- 1978 Kobiety pracujące
- 1980 Golem
- 1981 Wojna światów – następne stulecie
- 1984 O-bi, o-ba: Koniec cywilizacji
- 1985 Ga, Ga. Chwała bohaterom
- 1990 Femina
- 1993 Mięso (Ironica)
- 2003 Ubu Król

## Guions escrits
- 1972 Raz, dwa, trzy
- 1972 Wszystko
- 1974 Przed kamerą SBB
- 1975 Zespół SBB
- 1975 Narodziny
- 1976 Życie codzienne
- 1977 Oczy uroczne
- 1980 Golem
- 1981 Wojna światów - Następne stulecie
- 1984 O-Bi, O-Ba. Koniec cywilizacji
- 1985 Ga, Ga. Chwała bohaterom
- 1993 Mięso (Ironica)
- 2003 Ubu Król

## Filmografia com a actor
- 1978 Szpital przemienienia (Jakub)
- 1986 Kołysanka
- 1985 Képvadászok
- 1989 Lawa jako Diabeł I
- 1992 Kiedy rozum śpi